# Campeonato Asiático de Taekwondo de 2004
El XVI Campeonato Asiático de Taekwondo se celebró en Seongnam (Corea del Sur) en 2004 bajo la organización de la Unión Asiática de Taekwondo.
En total se disputaron en este deporte dieciséis pruebas diferentes, ocho masculinas y ocho femeninas.

## Resultados

### Masculino
| Evento | Oro                         | Plata                        | Bronce                                                  |
| ------ | --------------------------- | ---------------------------- | ------------------------------------------------------- |
| –54 kg | Choi Yeon-Ho Corea del Sur  | Chen Wei-Hsin China Taipéi   | Evgueni Lee Uzbekistán Fahad Bin Dowisan Arabia Saudita |
| –58 kg | Ko Seok-Hwa Corea del Sur   | Mohamad Bagheri Motamed Irán | Ahmed Kasem Jadem Irak Tshomlee Go Filipinas            |
| –62 kg | Kim Hyang-Soo Corea del Sur | Su Tai-Yuan China Taipéi     | Vũ Anh Tuấn Vietnam Noel Mujeiber Líbano                |
| –67 kg | Omid Gholamzadeh Irán       | Yamil Al-Jufash Jordania     | Cao Trọng Chinh Vietnam Sung Yu-Chi China Taipéi        |
| –72 kg | Son Jun-Kil Corea del Sur   | Vahid Abdolahi Irán          | Yesbol Yerden · Kazajistán · Moataz Akam · Siria        |
| –78 kg | Park Joun-Ho Corea del Sur  | Hu Po-Kang China Taipéi      | Alexander Briones Filipinas Wong Kai Meng Malasia       |
| –84 kg | Jung Yong-Han Corea del Sur | Yu Bai China                 | Phan Tấn Đạt Vietnam Yalal Mahmud Jordania              |
| +84 kg | Nguyễn Văn Hùng Vietnam     | Abdulkader Al-Adhami Catar   | Ibrahim Aquil Jordania Jalid Al-Dosari Arabia Saudita   |

### Femenino
| Evento | Oro                         | Plata                         | Bronce                                                       |
| ------ | --------------------------- | ----------------------------- | ------------------------------------------------------------ |
| –47 kg | Park Hyo-Joo Corea del Sur  | Nguyễn Thị Huyền Diệu Vietnam | Awatef Al-Asaf Jordania Kathleen Eunice Alora Filipinas      |
| –51 kg | Wu Yen-Ni China Taipéi      | Lee Ji-Hye Corea del Sur      | Teo Elaine Shueh Fhern Malasia Zain Al-Jasawneh Jordania     |
| –55 kg | Cosette Basbous Líbano      | Renuka Magar Nepal            | Kylie Treadwell · Australia · Saule Sardarova · Kazajistán   |
| –59 kg | Yoon Sung-Hee Corea del Sur | Caroline Marton Australia     | Julie Dib Líbano Su Li-Wen China Taipéi                      |
| –63 kg | Zong Shaojuan China         | Hejam Thoibinao Chanu India   | Kao Hui-Chun China Taipéi Carmen Marton Australia            |
| –67 kg | Lee Sun-Hee Corea del Sur   | Yang Wen-Chen China Taipéi    | Rasha Al-Sadaga Jordania Mary Antoinette Rivero Filipinas    |
| –72 kg | Zhang Huixin China          | Kim Ye-Son Corea del Sur      | Criselda Roxas · Filipinas · Nurgul Berkaliyeva · Kazajistán |
| +72 kg | Kim Seung-Hee Corea del Sur | Tsui Fang-Hsuan China Taipéi  | Trần Thị Ngọc Bích Vietnam Shaden Zweib Jordania             |

## Medallero
| Núm. | País           | Oro | Plata | Bronce | Total |
| ---- | -------------- | --- | ----- | ------ | ----- |
| 1    | Corea del Sur  | 10  | 2     | 0      | 12    |
| 2    | China          | 2   | 1     | 0      | 3     |
| 3    | China Taipéi   | 1   | 5     | 3      | 9     |
| 4    | Irán           | 1   | 2     | 0      | 3     |
| 5    | Vietnam        | 1   | 1     | 4      | 6     |
| 6    | Líbano         | 1   | 0     | 2      | 3     |
| 7    | Jordania       | 0   | 1     | 6      | 7     |
| 8    | Australia      | 0   | 1     | 2      | 3     |
| 9    | Catar          | 0   | 1     | 0      | 1     |
| 9    | India          | 0   | 1     | 0      | 1     |
| 9    | Nepal          | 0   | 1     | 0      | 1     |
| 12   | Filipinas      | 0   | 0     | 5      | 5     |
| 13   | Kazajistán     | 0   | 0     | 3      | 3     |
| 14   | Arabia Saudita | 0   | 0     | 2      | 2     |
| 14   | Malasia        | 0   | 0     | 2      | 2     |
| 16   | Irak           | 0   | 0     | 1      | 1     |
| 16   | Siria          | 0   | 0     | 1      | 1     |
| 16   | Uzbekistán     | 0   | 0     | 1      | 1     |
|      | TOTAL          | 16  | 16    | 32     | 64    |